# Constantin Ier (empereur romain)
Pour le film, voir Constantin le Grand (film).
Pour les articles homonymes, voir Constantin Ier.
Constantin Ier (latin : Flavius Valerius Aurelius Constantinus ; en grec ancien : Κωνσταντῖνος / Kônstantînos), né le 27 février 272 à Naissus en Mésie et mort le 22 mai 337 près de Nicomédie, est un empereur romain majeur du IVe siècle.
Bien qu'il ait été initialement proclamé Auguste de façon illégitime par ses troupes, à la mort de son père Constance Chlore en 306, son règne est entériné en 310 par l'empereur Galère, et se poursuit sans discontinuer jusqu'à sa mort en 337. Il parvient à unifier le pouvoir impérial en 324 en triomphant sur son co-empereur Licinius, mettant ainsi fin à trente-huit années de tétrarchie. Il a donc été seul maître de l'Empire romain pendant treize ans.
L'empereur Constantin Ier mène une vie politique militaire, religieuse et économique profondément réformatrice, qui lui permet de réunir sous son unique autorité un Empire affaibli et divisé. Il se débarrasse des empereurs Maxence en 312 (bataille du pont Milvius) et Licinius en 324 (bataille d'Andrinople). Son règne voit l'établissement de la liberté de culte individuel, qui met fin aux persécutions des chrétiens (édit de Milan, 313).
Il met provisoirement fin aux dissensions des Églises d'Orient en convoquant le premier concile de Nicée (325), et affirme son autorité dans le domaine religieux : c'est le césaropapisme. Il instaure une monnaie stable (le solidus, 312), développe l'administration centrale, défend les frontières de l'Empire contre les Francs, les Alamans, les Sarmates, les Goths et les Sassanides. Il fonde en 330 une capitale à son nom, Constantinople (actuellement Istanbul).
Ses réformes favorisent largement l'essor du christianisme, vers lequel il se tourne progressivement, et dont il est devenu l'un des saints pour l'Église orthodoxe et un saint local pour l'Église catholique, sous le nom de « Constantin le Grand ». Il cosigne avec l'empereur Licinius l'édit de Milan (313) qui légalise le christianisme, lequel devient progressivement religion d'État.

## Biographie

### Jeunesse (272-306)
Flavius Valerius Constantinus naît vraisemblablement à Naïssus en Dardanie, dans la province romaine de Mésie (actuelle Niš en Serbie), le 27 février 272. Son année de naissance est cependant sujette à controverses. Il est le premier fils de Constance, alors militaire émérite, et d'Hélène, une Grecque de basse extraction — sans doute servante d'auberge (stabuleria) — originaire de la Bythinie en Anatolie. La nature de la relation entre Constance et Hélène fait l'objet de débats : certaines sources les désignent comme époux, tandis que d'autres affirment leur statut de simple concubins. Eutrope décrit ainsi Constantin comme issu d'un « obscuriore matrimonio » (un mariage obscur, incertain).
Constantin grandit dans un Empire politiquement instable. Entre la mort d'Aurélien en 275 et l’avènement de Dioclétien neuf ans plus tard en 284, six empereurs se succèdent, dans ce que les historiens nommeront la crise du troisième siècle.
En 286, Dioclétien désigne Maximien comme co-empereur pour la partie occidentale de l'Empire. Constance, alors gouverneur de Dalmatie, est fait préfet du prétoire par ce dernier deux ans plus tard en 288. La tétrarchie est finalement instaurée en 293. Dioclétien et Maximien, augustes en Orient et en Occident, désignent Galère et Constance comme césars respectifs. Pour consolider le rapprochement d'avec les nouveaux empereurs, Constance, aux alentours de cette date, répudie Hélène pour épouser Théodora, la fille de Maximien — tout comme Galère épousera Valeria, la fille de Dioclétien. De plus, les deux césars sont officiellement adoptés par leurs empereurs respectifs. Constance s'installe à Trèves avec Théodora et mène différentes expéditions militaires contre les barbares dans le nord de la Gaule et en Bretagne (actuelle Grande-Bretagne), laissant Constantin et Hélène en Illyrie.
Bien que désireux de rejoindre son père en Occident, Constantin est envoyé à la cour impériale de Dioclétien à Nicomédie, afin d'y intégrer sa garde personnelle. Il semble qu'Hélène retourne à la même période dans sa ville natale de Drepanum, proche de Nicomédie, où elle continuera d'entretenir un lien avec son fils. Constantin participe alors à différentes campagnes militaires, notamment en Égypte puis en Perse à la fin des années 290, sous le commandement de Galère. Entre ses campagnes militaires, il épouse (ou prend comme concubine) Minervina vers 302, peut-être elle-même issue d'une famille commerçante de Drepanum. De cette union, naîtra l'année suivante son premier fils Crispus. L'année 303 marque également le début de la grande persécution, durant laquelle les chrétiens sont ostracisés et leurs lieux de culte, détruits.
Conformément au système qu'il a créé, Dioclétien, malade, abdique en 305, forçant de facto l'abdication conjointe de Maximien. Leurs deux césars respectifs, Galère et Constance, deviennent ainsi augustes. Galère, plus proche de Dioclétien à Nicomédie, force la main de Constance en s'adjugeant son neveu Maximin Daïa comme césar et en nommant Sévère, l'un de ses fidèles officiers et amis, comme césar de Constance. Se méfiant sans doute de l'ambition de Constantin, Galère conserve celui-ci à ses côtés à Nicomédie afin de le garder éloigné de son père. Constantin arrive pourtant à échapper à la surveillance de Galère et rejoint Constance non loin de Boulogne où celui-ci s'apprête à embarquer pour la Bretagne. Cependant, ce dernier tombe malade près d'Eboracum (actuelle York) lors de la campagne contre les Pictes et les Calédoniens. Constance y meurt finalement en juillet 306. Ses légions désignent alors Constantin comme héritier du titre d'auguste, conformément au souhait de son père et au détriment de Sévère, qui en est pourtant l'aspirant légitime.

### La conquête du pouvoir (306-324)

#### Le délitement de la tétrarchie (306-313)

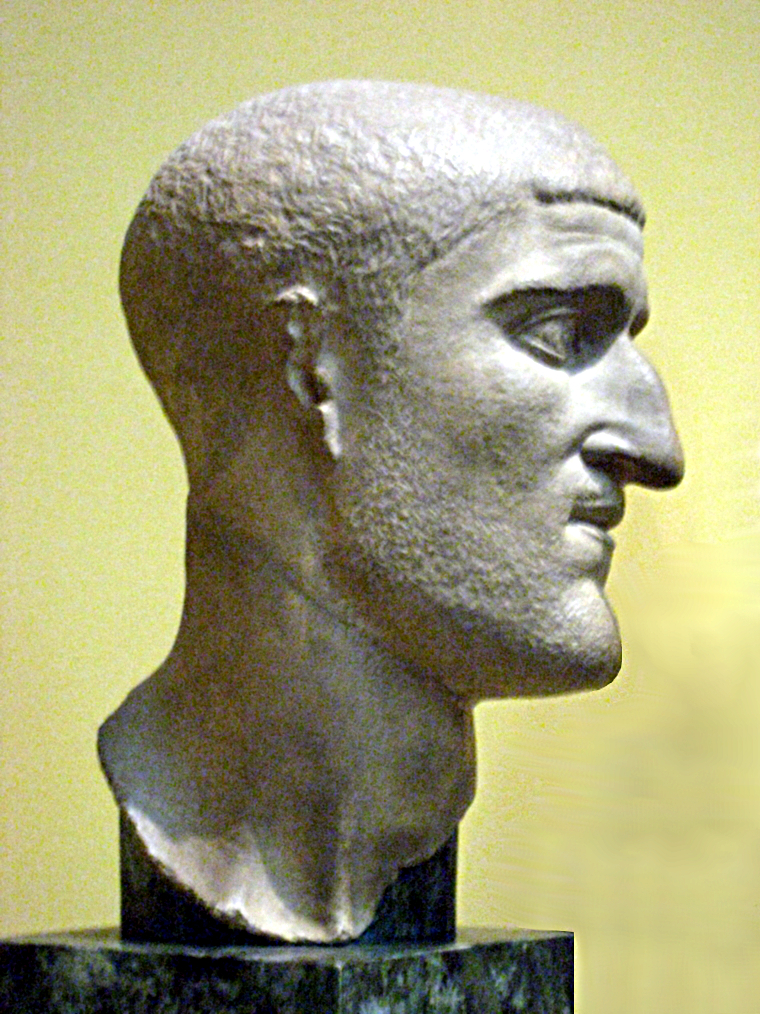
Constance Chlore, copie complétée du buste de la collection d'antiquités de Berlin (Musée Pouchkine, Moscou)

Après l'abdication conjointe de 305, l'Empire a pour dirigeants deux augustes : Constance Chlore et Galère, et deux nouveaux césars : Sévère et Maximin II Daïa, choisis selon le principe du mérite.
Constantin s'enfuit de Nicomédie, où Galère tente de le retenir, et rejoint son père en Bretagne (l'actuelle Grande-Bretagne) quand celui-ci devient auguste en 305. Peu après, le 25 juillet 306, Constance Chlore décède à Eboracum. On assiste alors à un conflit entre le principe tétrarchique et celui de l'hérédité, car un des deux augustes a un fils en âge de gouverner. Lorsque Constantin est acclamé auguste par les troupes de son père, Galère se montre pragmatique et, face au fait accompli, le reconnaît, mais seulement comme césar.
Quelques mois plus tard, Maxence, fils de Maximien Hercule, est proclamé princeps par les prétoriens et le peuple de Rome, mécontent de l'impôt de capitation. Son père accourt à ses côtés et reprend le titre d'auguste qu'il n'a abandonné qu'avec regret. Sévère, envoyé les combattre, est tué en 307.
Galère fait alors appel à Dioclétien, qui accepte le consulat, et une conférence a lieu en 308 à Carnuntum, réunissant Dioclétien, Maximien Hercule et Galère, dans le but de rétablir la tétrarchie, mais elle se solde par un échec :
- Dioclétien refuse de revenir au pouvoir, et force Maximien à abdiquer de nouveau. Il reforme la tétrarchie, avec en Orient Galère secondé par Maximin II Daïa et en Occident Constantin et un nouveau venu, Licinius, officier illyrien sorti du rang, choisi par Galère ;
- Maximien et Maxence, déclarés usurpateurs, maintiennent leurs prétentions et, en Afrique, Domitius Alexander proclame les siennes.

On a alors sept empereurs, une heptarchie, qui ressemble davantage à l'Anarchie militaire du IIIe siècle. Une première série de décès contribue à clarifier la situation : Maximien est assiégé dans Marseille par Constantin et se suicide en 310, Domitius Alexander est battu en Afrique par Maxence et est assassiné en 311, Galère meurt de maladie en 311.

#### Le rétablissement de l'unité de l'Empire (313-324)

Les campagnes de Constantin contre Maxence et Licinius.

En 311, à la mort de Galère, règnent quatre augustes : Maximin II Daïa, Constantin, Licinius et Maxence.
Constantin élimine Maxence le 28 octobre 312 à la bataille du pont Milvius, prend Turin, ce qui lui permet de s'emparer de l'Italie et de régner en maître sur l'Occident. De son côté, Licinius défait Maximin II Daïa à la bataille de Tzirallum (313) et règne sur l'Orient : une nouvelle dyarchie se met en place entre Constantin et Licinius, scellée par un mariage entre Licinius et Flavia Julia Constantia, la demi-sœur de Constantin. Ils signent ensemble l'édit de Milan légalisant le christianisme.
Les relations entre les vainqueurs ne tardent pas à se dégrader. À partir de 320, Constantin entre de nouveau en conflit avec Licinius. Les sources chrétiennes présentent ce dernier comme ayant rompu avec le christianisme, radié de l'armée les officiers qui refusent de sacrifier aux dieux, déposé plusieurs évêques et imposé une série de restrictions à leur culte : ces abus, réels ou exagérés pour les besoins de la cause, permettent à Constantin de se présenter comme un libérateur des chrétiens. Pendant une campagne contre les Barbares sur le Danube, ses troupes pénètrent sur le territoire gouverné par Licinius, ce qui constitue un casus belli entre les deux empereurs : l'armée de Constantin, plus aguerrie, en sort victorieuse. En 324, Licinius vaincu à la bataille d'Andrinople, puis à celle de Chrysopolis, fait sa soumission à Nicomédie. Il est exécuté peu de temps après, ainsi que son fils. C'est après sa victoire sur Licinius que Constantin, pour la première fois, fait apparaître sur ses monnaies le symbole du labarum.

#### Le choix de la succession dynastique
Pour la première fois depuis quarante ans, l'Empire est gouverné par une autorité unique : Constantin Ier règne seul pendant treize ans, assisté de césars qui ne sont plus des collaborateurs mais des fils (et deux neveux) désignés successivement comme héritiers présomptifs :
- ses fils Crispus (exécuté en 326 pour des raisons mal élucidées sur fond d'adultère avec la seconde épouse de l'empereur) et Constantin II en 317 ;
- ses deux autres fils Constance II en 324 et Constant Ier en 333 ;
- ses neveux Flavius Dalmatius et Flavius Hannibalianus en 335.

### Les réformes sous Constantin (324-337)

#### La fondation d'une nouvelle capitale: Constantinople

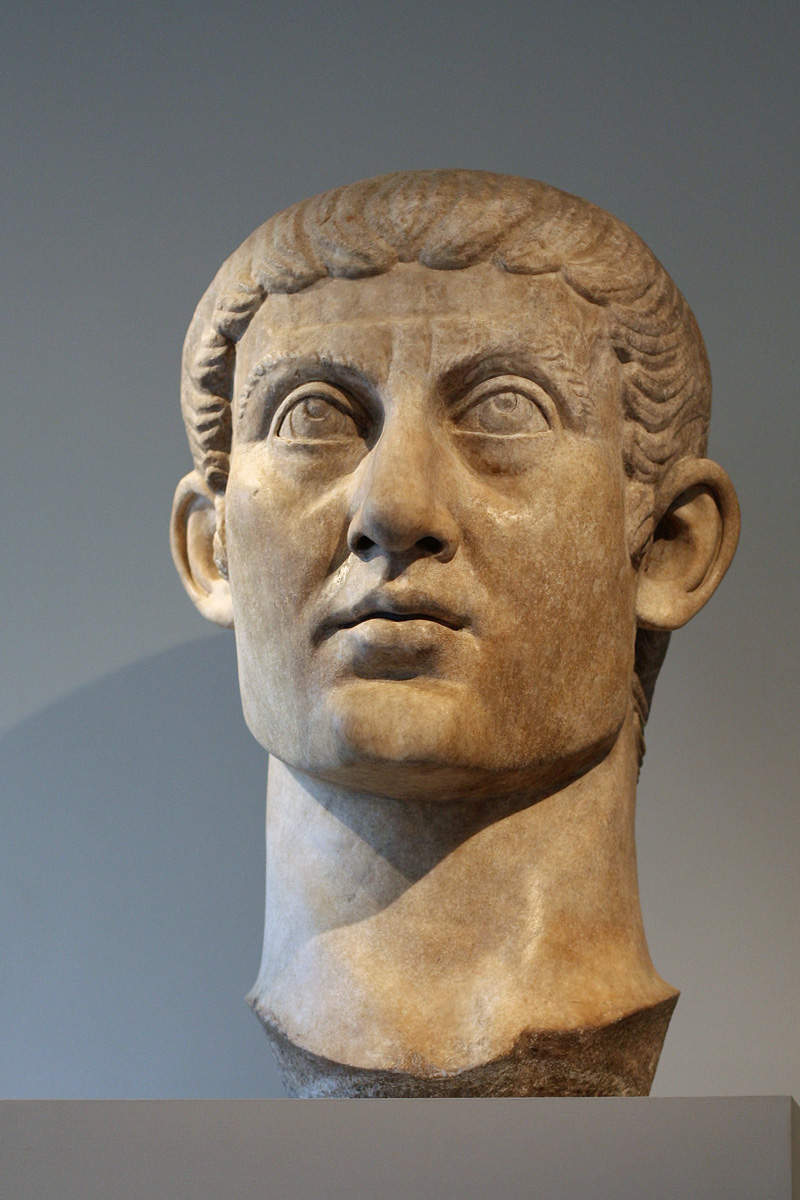
Buste de Constantin, Metropolitan Museum of Art

Depuis la tétrarchie, Rome n'est plus dans Rome même. Les Augustes et les Césars ont vécu dans des résidences impériales proches des secteurs qu'ils ont la charge de défendre, près du limes rhénan, danubien ou perse. La fondation d'une nouvelle capitale est décidée pendant la période aiguë du conflit pour la domination de l'Empire. Constantin songe d'abord à Ilion, sur le site de l'ancienne Troie, où il fait commencer des travaux, puis à Sardica (aujourd'hui Sofia) où il réside à partir de 317. C'est après la bataille de Chrysopolis, remportée sur l'autre rive du Bosphore, qu'il se décide pour la cité grecque de Byzance. C'est là que, le 8 novembre 324, il décerne à son troisième fils, le futur Constance II, le titre de César.
À partir de 324, il transforme la ville en une « Nouvelle Rome », à laquelle il donne son nom, Constantinople. Il l'inaugure en 330 après douze ans de travaux. Constantinople est bâtie sur un site naturel défensif qui la rend pratiquement imprenable, alors que Rome est sans cesse sous la menace des Germains. Elle est également proche des frontières du Danube et de l'Euphrate, là où les opérations militaires pour contenir les Goths et les Sassanides sont des plus importantes. Elle est enfin située en bordure des terres de vieille civilisation hellénique, région qui a le mieux résisté à la crise du troisième siècle de l'Empire romain. Constantin la fait bâtir sur le modèle de Rome, avec sept collines, quatorze régions urbaines, un Capitole, un forum, un Sénat. Dans les premiers temps, il permet l'implantation de temples païens, mais très vite la ville devient presque exclusivement chrétienne, et ne comporte plus que des édifices religieux chrétiens. Dès Constantin, la ville compte 100 000 habitants. Il y fait construire le Grand Palais, l'hippodrome de Constantinople — le nouveau nom donné aux cirques romains —, ainsi que l'église de la sagesse de Dieu (Sainte-Sophie). Selon Sozomène, les richesses confisquées à Licinius, au temple de Delphes et à celui d'Éphèse ont servi à la construction de la nouvelle capitale.

#### L'administration centrale
Constantin transforme l'organisation du pouvoir central, qui était demeurée sensiblement la même depuis le Haut-Empire romain. Le préfet du prétoire est remplacé par le questeur du Grand Palais, qui rédige les édits. Celui-ci dirige le consistoire sacré, qui remplace le conseil de l'empereur. Le maître des offices dirige le personnel administratif, les fabriques d'armes et les schole palatine de la garde ; le maître des milices, l'infanterie et la cavalerie ; le comte des largesses sacrées, le fisc ; le comte de la fortune privée, la res privata, c'est-à-dire la caisse privée de l'empereur, les revenus personnels de ce dernier étant issus essentiellement du revenu de ses immenses domaines. La grande nouveauté est cependant la grande augmentation du nombre des fonctionnaires travaillant dans les bureaux centraux. Une foule de notaires, d'agents secrets (agentes in rebus), près de 1 000 fonctionnaires au Ve siècle, et d'employés divers font de l'Empire romain une véritable bureaucratie.
Constantin Ier vise à harmoniser au plus haut le rang social des plus hauts serviteurs de l'Empire : le Sénat reprend la première place à partir de 312 en Occident et de 324 en Orient, quand Constantin règne sur l'ensemble de l'Empire.
- L'empereur transfère les chevaliers vers le Sénat, dont les effectifs passent de 600 à 2 000 afin de meubler les Sénats de Rome et surtout de Constantinople, et dessine pour ses membres un nouveau type de carrière : les plus hautes fonctions de l'État sont réservées aux « clarissimes », tandis que les fonctions intermédiaires sont remplies par des « perfectissimes » (souvent des notables municipaux introduits dans la Haute Assemblée par la pratique de l'adlectio).
- L'empereur ne rend pas au Sénat la moindre parcelle de pouvoir politique, mais il rompt avec le mépris et la défiance de nombre de ses prédécesseurs et un véritable travail législatif se fait au sein du Conseil impérial, le Sénat ne disposant de l'initiative des lois que pour des questions d'intérêt local.

#### L'œuvre législative
L'empereur abroge les lois d'Auguste sur le célibat, impose le repos dominical, autorise l'affranchissement des esclaves par déclaration dans les églises (333), interdit (325) que l'on sépare les familles lors des ventes, autorise l'Église à recevoir des legs, et accorde le droit aux plaideurs de choisir entre le tribunal civil et la médiation de l'évêque, alors élu par le peuple.
Il promulgue des lois contre la prostitution des servantes d'auberges (profession initiale de sa mère), contre le rapt à visée matrimoniale (320), et en faveur de l'humanisation des prisons (326) - limitation des traitements cruels, allant jusqu'au marquage du visage des criminels au fer rouge.
Enfin plusieurs lois sont édictées afin de lutter contre les relations extra-maritales, ce qui renforce le poids du mariage (nuptiae) et des cérémonies religieuses chrétiennes autour de ce sacrement. Ainsi, en 329, une loi punit de mort l'adultère d'une femme avec son esclave. En 331, un rescrit rend les divorces plus contraignants : le divorce à l'amiable (divortium consensu) reste possible. Dans tous les autres cas, le demandeur est financièrement pénalisé, à moins que la femme prouve que son mari est coupable d'homicide, d'empoisonnement, ou de violation de sépulture, ou que le mari prouve que son épouse est coupable d'adultère, de maléfices, ou de faits de proxénétisme,. La répudiation par opportunisme politique, comme celle dont fut victime la mère de l'empereur, Hélène, qui était une grecque de basse extraction, en est de fait restreinte. En 336, une loi pénalise les naissances illégitimes.

#### Les réformes économiques
Après sa victoire sur Maxence en 312, Constantin remplace l'aureus, fortement déprécié, par une nouvelle monnaie d'or, le solidus (ou solidus aureus). Le solidus (« solide », « stable »), déformé en « sol » et « sou », fonde un système monétaire qui connut une stabilité exceptionnelle jusqu'au XIe siècle dans l'Empire d'Orient.

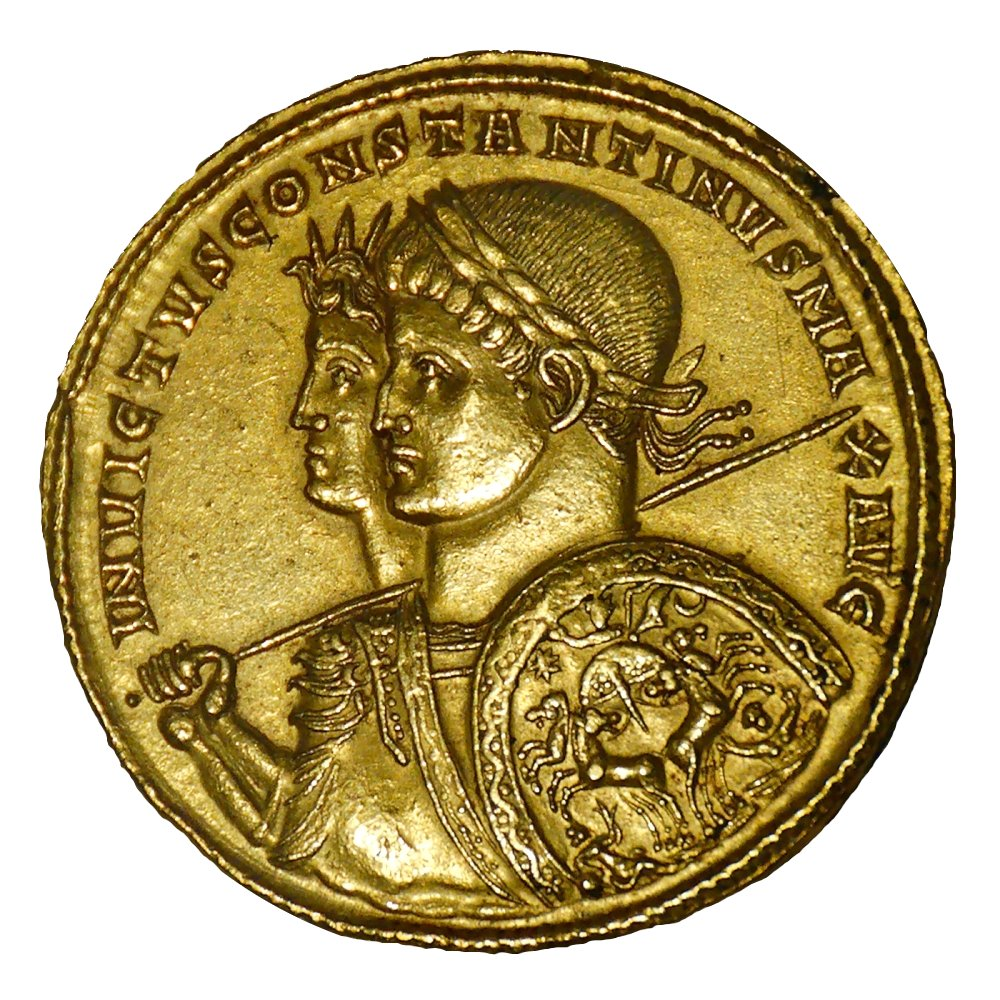
Solidus en or à l'effigie de et du Sol Invictus, (dieu-soleil) - Ticinum (actuelle Pavie), 313, Cabinet des médailles (Beistegui 233).

Son émission (privilège impérial par excellence) est alimentée par la confiscation des considérables stocks d'or thésaurisés depuis plusieurs siècles dans les temples païens (331) et la capture du trésor de guerre de Licinius (324). Constantin lève également de nouveaux impôts payables en or, tels que le chrysargyre (« or et argent » en grec, perçu tous les quatre ans chez les commerçants et artisans), l'or coronaire (aurum coronarium, dû par les décurions des cités) ou l'or oblatice (aurum oblaticium , soit « or offert », contribution imposée aux sénateurs).
Le solidus devient l'unité de compte dans l'ensemble de l'Empire. Sur l'insistance de l'empereur il devient l'instrument principal de paiement des taxes. Il joue également un rôle de valeur refuge en période d'inflation face aux dévaluations des autres monnaies circulantes en argent, en bronze (follis, centenionalis…) ou celles en cuivre utilisées au quotidien par les couches populaires, et avec lesquelles aucune parité fixe n'est établie.
L'introduction de cette nouvelle monnaie d'excellent aloi, dont la pureté et le poids sont étroitement surveillés par les ateliers émetteurs, permet de créer dans l'Empire un climat de confiance durable, propice au commerce. Les grandes métropoles retrouvent leur dynamisme. Mais la réforme monétaire se solde également par une aggravation de l'inégalité entre riches et pauvres, que ne parviendra pas à résoudre l'introduction de sous-multiples du solidus censés être accessibles aux plus modestes : le semis, valant un demi-solidus, et le trémissis ou triens, valant un tiers de solidus.
Le solidus de 4,55 grammes d'or introduit par Constantin Ier peut être considéré comme la pièce de monnaie la plus célèbre de l'histoire, la seule dont le titrage a pu rester inchangé durant plus de sept siècles.

#### Une nouvelle religion d'État: le christianisme

##### La victoire du pont Milvius et l'édit de Milan (313)

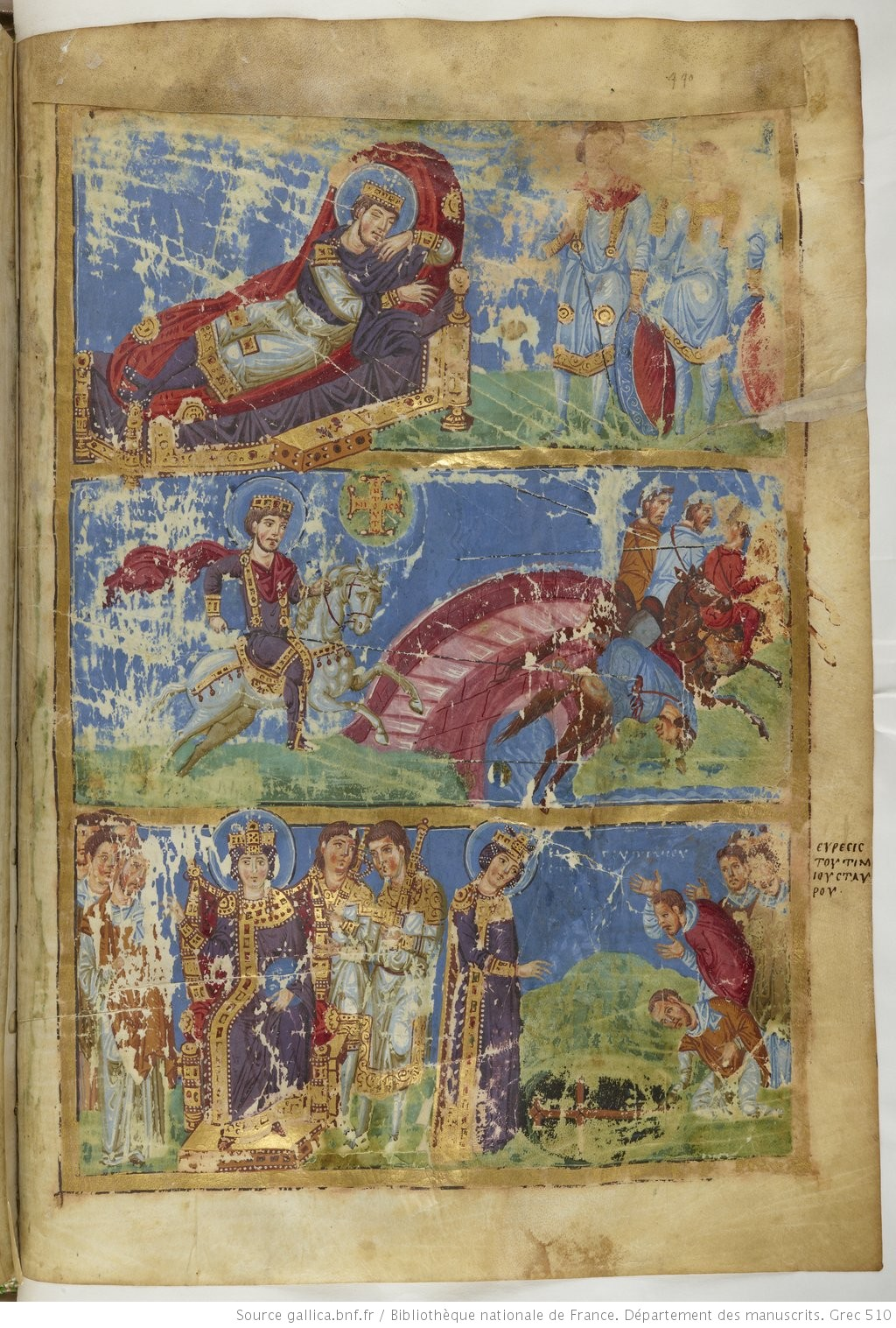
Songe de et bataille du pont Milvius, illustration des Homélies de Grégoire de Nazianze, 879-882, Bibliothèque nationale de France (Ms. grec 510).

En 312, Constantin défait l'empereur Maxence lors de la bataille du pont Milvius et s'assure la maîtrise de l'Occident. Selon une chronique postérieure rapportée par l'évêque et hagiographe Eusèbe de Césarée, un chrisme flamboyant est apparu dans le ciel et, la nuit même, l'empereur aurait vu en songe le Christ, qui lui aurait montré un chrisme en lui disant : « Par ce signe, tu vaincras » (« In hoc signo vinces »). C'est à la suite de cette apparition que Constantin aurait fait apposer sur l'étendard (labarum) et sur le bouclier de ses légionnaires ce symbole, formé des deux premières lettres grecques du nom Christ : chi (Χ) et rhô (Ρ). La part de légende dans cette histoire reste cependant largement discutée, d'autant que le chrisme (☧) est un signe ambigu, quand en 312 l'empereur continue d'adorer le Sol Invictus et qu'Eusèbe de Césarée lui-même ne reprend pas à son compte cette apparition, et se contente de rapporter les propos de l'empereur. Constantin s'appuie à nouveau sur des songes d'origine divine : en 309, une vision du dieu Apollon lui conférant un signe solaire de victoire lui serait apparue dans le sanctuaire gallo-romain de Grand.
En 313, Constantin rencontre Licinius à Milan et conclut avec lui un accord de partage de l'Empire. Parmi les mesures prises en commun figure un édit de tolérance religieuse, appelé habituellement édit de Milan, qui renouvelle l'édit de Sardica pris par Galère en 311. Il ne s'agit pas formellement d'une officialisation du culte chrétien, mais plutôt de sa mise à égalité avec les autres cultes. Il va cependant plus loin puisqu'il ordonne la restitution intégrale (restitutio ad integrum) des biens confisqués aux églises chrétiennes même lorsqu'ils ont été revendus entretemps : cette mesure constitue un désaveu implicite des persécutions antérieures. L'édit prévoit une possibilité de recours pour les acquéreurs de ces biens et une indemnité pour ceux qui les rendent spontanément.
Cette déclaration offre à ses auteurs le soutien des chrétiens persécutés dans la partie orientale de l'Empire par l'empereur Maximin II Daïa - que Licinius aura tôt fait de défaire la même année à la bataille de Tzirallum.[réf. nécessaire]

##### La conversion de Constantin
Au moment où Constantin se convertit au christianisme, la population totale de l'Empire romain peut être estimée à environ 70 millions d'habitants, dont seuls 5 % ou 10 % auraient été chrétiens ; dans certaines régions très christianisées comme l'Afrique ou l'Orient grec, il est toutefois possible que 10 à 20 % de la population ait été chrétienne. Selon J. B. Bury dans son A History of the Later Roman Empire, « la révolution religieuse faite par Constantin en 312 a peut-être été l'acte le plus audacieux qu'ait jamais commis un autocrate, en défiant et en méprisant ce que pensait la grande majorité de ses sujets ».

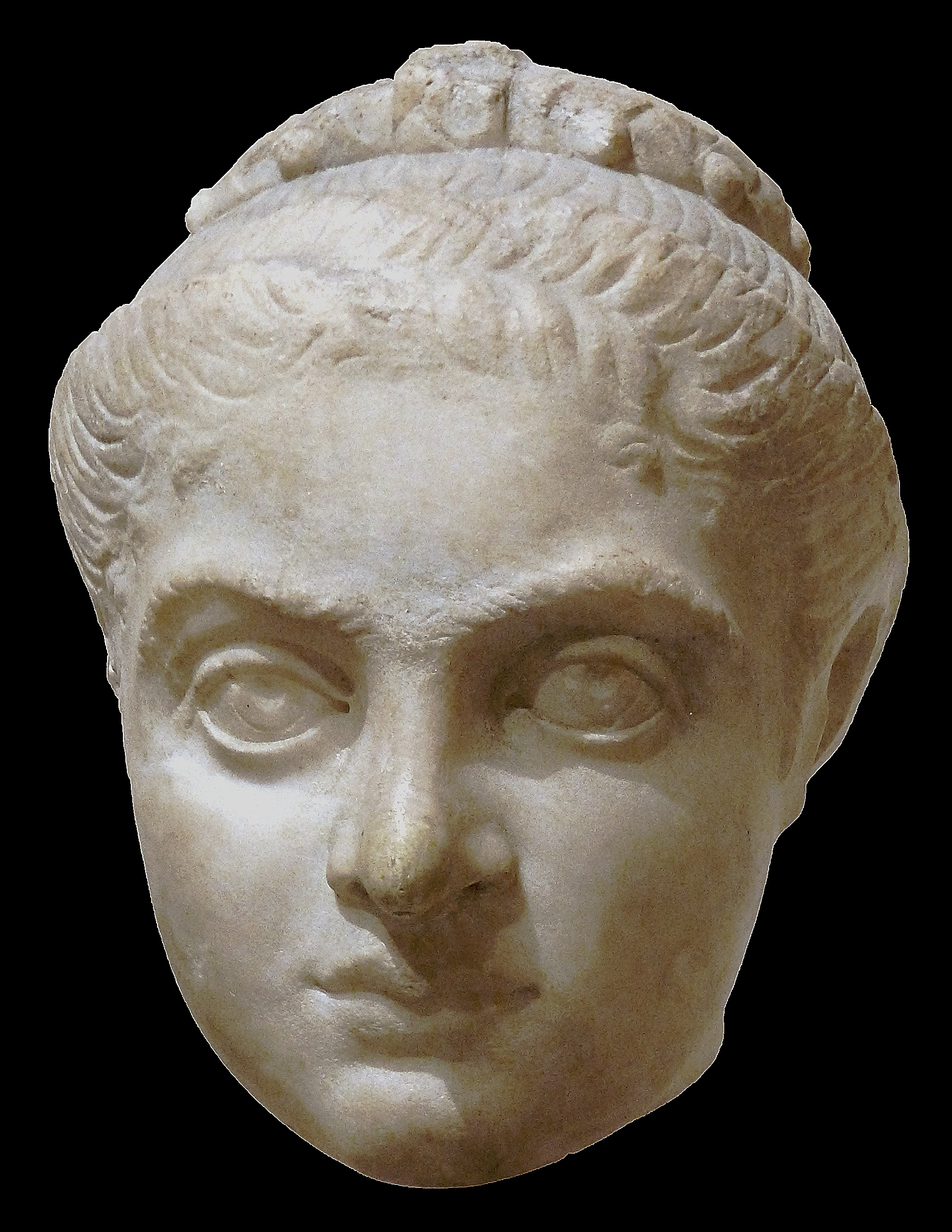
Fausta, la femme de (musée du Louvre).

Le problème qui divise encore les historiens est celui de la conversion de l'empereur. Il n'est baptisé que sur son lit de mort en 337, par l'évêque Eusèbe de Nicomédie. Ce baptême tardif est conforme à la coutume en vigueur à l'époque, certains fidèles attendant le dernier moment pour recevoir le baptême afin d'être lavés de tous les péchés antérieurs,. Certains auteurs ont estimé que du fait qu'il avait été baptisé par Eusèbe, un personnage ayant des sympathies pour l'arianisme, Constantin s'était rallié aux idées ariennes à la fin de sa vie. Ce point de vue est aujourd'hui rejeté par les historiens. En effet, Constantin avait toujours soutenu les décisions du concile de Nicée et il avait exigé d'Eusèbe une confession de foi conforme aux décisions dudit concile, ce qu'Eusèbe avait fait. Il n'avait donc pas de raison de douter de l'orthodoxie de ce dernier,.
Plusieurs auteurs païens attribuent cette conversion à l'appât du gain : Constantin Ier se serait fait chrétien pour piller les temples païens, afin de financer Constantinople. Pour Zosime, l'empereur s'est converti en 326, pris de remords après avoir fait périr, d'une part son fils aîné Crispus que lui avait donné sa première épouse (ou selon certains, concubine) Minervina, et, d'autre part, sa seconde épouse Fausta. Une autre version, rapportée par des païens de la ville d'Harran, prétend que Constantin, alors atteint par la lèpre, se serait converti car les chrétiens acceptaient dans leur rang les lépreux. Il aurait dû pour se soigner prendre un bain du sang de nouveau-nés mais, touché par les pleurs des mères, n'aurait pu s'y résoudre. Lui seraient apparus en songe, la nuit suivante, Pierre et Paul, qui lui conseillent de retrouver l'évêque de Rome Sylvestre Ier sur le mont Soracte : lors de cette rencontre, l'empereur Constantin est baptisé et soigné de sa terrible maladie,. Mais la tradition chrétienne, se référant aux écrits d'Eusèbe de Césarée et au livre de Lactance, situe la conversion de l'empereur en 312, lors d'une vision reçue peu avant la bataille du pont Milvius.
Le père de Constantin, Constance Chlore, est un païen monothéisant, attaché au culte de Sol Invictus (« dieu Soleil invaincu ») comme de nombreux officiers Illyriens, et Dioclétien ne l'aurait jamais fait César s'il avait été chrétien. Il se comporte toutefois avec mesure lors de la persécution de Dioclétien, durant laquelle il s'est contenté de détruire quelques édifices en Gaule, selon Eusèbe de Césarée.[réf. nécessaire]
On ignore la date à laquelle la mère de Constantin, Hélène, devient chrétienne. Répudiée par Constance Chlore, elle est réhabilitée par son fils Constantin en 324. Il la proclame Augusta (impératrice) après quoi elle œuvre aux côtés de son fils à la propagation du christianisme. Elle est considérée comme sainte dans les religions catholique (18 août) et orthodoxe (21 mai) et honorée également par les luthériens (19 ou 21 mai)[réf. nécessaire].
Les historiens actuels émettent plusieurs hypothèses : Constantin ne se serait jamais converti, car il aurait toujours été chrétien, ou encore sa conversion aurait été un calcul politique afin de pouvoir unifier l'Empire sans imposer aux Romains sa religion personnelle.

##### La christianisation de l'Empire
Les chrétiens ne constituent alors qu'une faible minorité des sujets de Constantin, répartis très inégalement à travers l'Empire, essentiellement en Orient et en Afrique du Nord. Constantin est au départ un empereur païen, un polythéiste qui honore Sol Invictus, mais qui s'intéresse depuis longtemps au christianisme, qu'il finira par adopter comme religion personnelle.

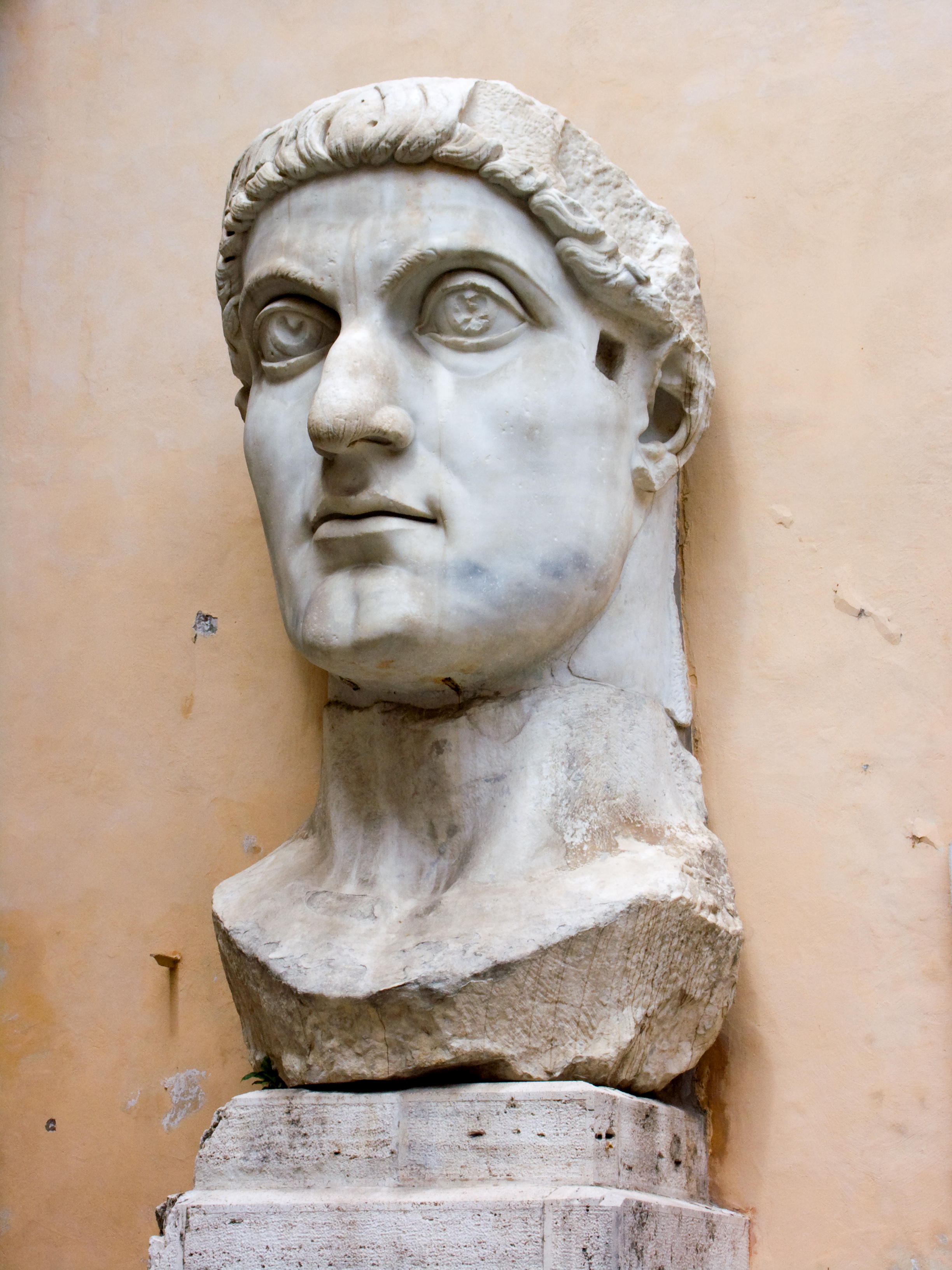
Tête colossale de - IVe siècle, musées du Capitole.

Le ralliement de Constantin au christianisme s'accompagne d'une politique impériale favorable aux chrétiens, mais le paganisme n'est jamais persécuté, car pour lui, l'unité de l'empire passe avant tout. Plusieurs indices témoignent de cette évolution ambivalente. Constantin fait du jour du soleil païen (dies solis), le dimanche, un jour de repos légal. Il reconnaît les tribunaux épiscopaux à côté des tribunaux civils. Il entreprend la construction d'églises ou de grandes basiliques, comme la basilique Saint-Jean-de-Latran à Rome, la basilique Saint-Pierre au Vatican, la basilique Sainte-Sophie à Constantinople ou l'église du Saint-Sépulcre à Jérusalem, mais il frappe une monnaie aux effigies explicitement païennes et exaltant le dieu soleil. Il garde jusqu'à sa mort le titre de grand pontife (pontifex maximus), qui lui donne autorité sur les cultes publics païens.
Le processus de christianisation de l'Empire romain à partir de Constantin Ier et les racines chrétiennes de l'Europe demeurent un phénomène discuté, comme en témoignent les travaux des historiens Paul Veyne, Ramsay MacMullen et Marie-Françoise Baslez : « en décalage avec les analyses dominantes », Veyne esquisse un processus forcé (les conditions socio-culturelles n'étant pas remplies) et insiste sur « la stature exceptionnelle » et la « piété visionnaire » de Constantin. MacMullen décrit un processus accompagné — par effet boomerang — de paganisation du christianisme[réf. nécessaire]. Dans Comment notre monde est devenu chrétien, Baslez met en avant l'imprégnation chrétienne de l'Empire préexistant à la conversion de Constantin, et voit dans la conversion de l'empereur une décision politique, doutant de sa sincérité. Elle suggère une christianisation paisible et insensible de longue durée :

« Presque imperceptiblement, les coutumes païennes s'introduisirent dans l'Église ; la conversion nominale de l'empereur au début du IVe siècle causa de grandes réjouissances : le monde, couvert d'un manteau de justice, entra dans le christianisme de Rome. Alors, l'œuvre de la corruption fit de rapides progrès. Le paganisme paraissait vaincu, tandis qu'il était réellement vainqueur : son esprit dirigeait à présent l'Église romaine. Des populations entières qui, malgré leur abjuration, étaient païennes par leurs mœurs, goûts, préjugés et ignorance, passèrent sous les étendards chrétiens avec leur bagage de croyances et de pratiques superstitieuses. Le christianisme à Rome adopta et intégra une grande partie du système de l'ancien culte impérial ainsi que ses fêtes qui prirent toutes des couleurs plus ou moins chrétiennes. »

Dans ces conditions, Jean-François Kahn estime que « ce fut peut être la plus grande ruse de Constantin que de rattacher le christianisme au pouvoir plutôt que de devoir céder le pouvoir au christianisme ».

##### Le maintien de l'unité de l'Église
Constantin Ier montre son désir d'assurer à tout prix, par la conciliation ou la condamnation, l'unité de l'Église, qu'il considère dès ce moment comme un rouage de l'État, et l'un des principaux soutiens du pouvoir. Il devient, ce faisant le véritable « président de l'Église ». Au début du IVe siècle, ce projet sera contrarié par des crises, dont les plus importantes sont la sécession donatiste et la crise arienne.
Le donatisme est né à propos d'un problème de légitimité de l'évêque de Carthage, Caecilianus, ordonné en 311 : l'un de ses consécrateurs avait livré des objets sacrés lors d'une persécution. Certains chrétiens décrètent que la cérémonie n'avait de ce fait aucune valeur, et élisent un autre évêque, Donatus Magnus. Ses partisans nient toute validité aux sacrements conférés par Caecilianus, et provoquent des affrontements pour contrôler les lieux de culte. Constantin tente en vain d'apaiser la rupture par des lettres aux adversaires, puis, devant l'intransigeance des donatistes, convoque lui-même le synode de Rome (313) et le concile d'Arles en 314 qui condamnent le donatisme. Au début de 317, l'empereur promulgue un décret qui ordonne aux donatistes de restituer les églises qu'ils occupent. Devant leur refus, Caecilianus demande l'intervention de l'État pour le faire exécuter, mais il y a plusieurs morts. Constantin finit par céder et promulgue en 321 un édit de tolérance laissant aux donatistes les églises qu'ils contrôlent, tout en maintenant sa condamnation de principe.
À la différence du donatisme, qui resta confiné à l'Afrique, l'arianisme se répandit dans tout l'Orient. Voulant mettre fin à la querelle qui divise les chrétiens à propos des rapports entre le Fils et le Père, Constantin convoque et préside, sous l'impulsion de son conseiller Ossius de Cordoue — l'un des rares théologiens chrétiens occidentaux de l'époque — un concile œcuménique le 20 mai 325 dans la ville de Nicée, en Bithynie. La conception inspirée par les thèses du prêtre Arius (subordination du Fils au Père) y est condamnée. À partir de ce concile, par opposition au christianisme « arien » ou « homéen » et jusqu'à la séparation des Églises d'Orient et d'Occident, on parlera de christianisme « nicéen », « orthodoxe » ou « homoiousisme » :
- la plupart des 250 ou 300 évêques présents signent un accord, nommé « symbole de Nicée », comportant le Credo encore en usage aujourd'hui dans toutes les Églises chrétiennes.
- bien qu'il ne soit pas baptisé, Constantin préside les séances, impose la formule dogmatique finalement adoptée par les pressions constantes qu'il exerce sur les membres de l'Assemblée, et se charge d'appliquer les décisions du concile de Nicée, en faisant chasser de leurs sièges les évêques « ariens ». Contrairement à une idée reçue, Constantin ne se rapproche pas des Ariens à la fin de sa vie et quand il se fait baptiser sur son lit de mort par l'évêque Eusèbe de Nicomédie (considéré comme ayant des sympathies ariennes), il n'a pas de raison de croire que celui-ci serait hostile au Concile de Nicée, Eusèbe lui ayant fait une confession de foi orthodoxe et conforme aux décisions du Concile[45].

Ainsi se met en place, sous le règne de Constantin, ce qu'il est convenu d'appeler un césaropapisme, c'est-à-dire un régime, comme l'a montré l'historien Gilbert Dagron, dans lequel les pouvoirs politique et religieux, bien que séparés, ne sont pas dissociables, car le détenteur du pouvoir politique, considéré comme désigné par Dieu, participe de la nature épiscopale et exerce son autorité sur l'Église. Les évêques tentent dès le règne de Constantin, et encore davantage sous ses successeurs, d'asseoir l'autorité de l'Église face au pouvoir impérial, en particulier dans le domaine du dogme, et d'autre part de marquer qu'en tant que chrétien, l'empereur doit être soumis aux mêmes obligations morales et spirituelles que les autres fidèles.

##### La monarchie constantinienne: une conception théocratique du pouvoir

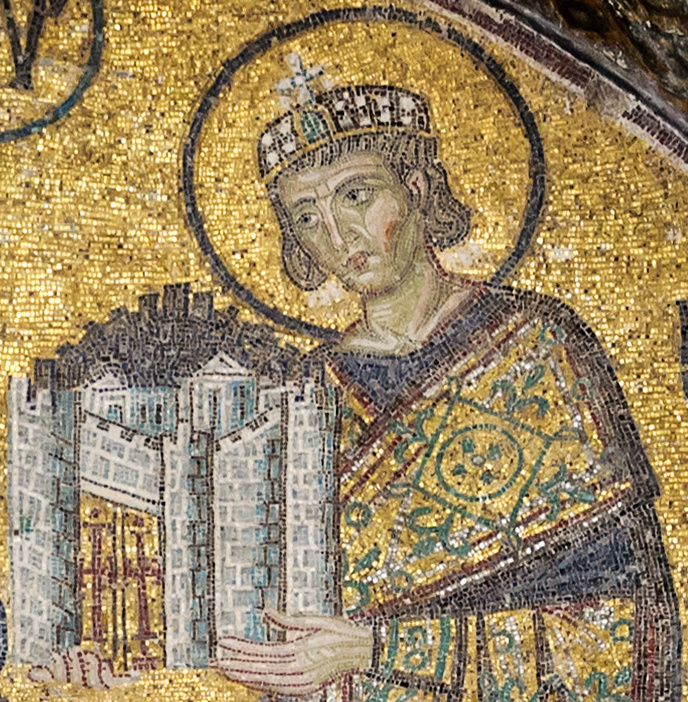
Constantin, mosaïque dans la basilique Sainte-Sophie à Constantinople.

Tout comme Dioclétien, Constantin Ier ne rompt pas pleinement avec la tradition du Haut-Empire romain (l'empereur demeure un magistrat qui porte les titres romains traditionnels) ni avec les apports de la tétrarchie :
- Il porte d'abord la couronne de lauriers, puis adopte régulièrement à partir de 326-327 le diadème, orné de pierres précieuses.
- Il est personnellement très porté sur le faste et l'ostentation, et désire donner à la fonction impériale, par le cérémonial, le costume et l'apparat, une dimension supra-humaine. Eusèbe de Césarée affirme dans sa Vie de Constantin que l'empereur siège sur son trône dans une attitude hiératique et figée, ses yeux levés vers le ciel.

Il abandonne néanmoins les formes religieuses élaborées sous la tétrarchie, d'abord par un retour au modèle « solaire » des empereurs pré-tétrarchiques puis par l'abandon de la protection des dieux tutélaires de Rome et de l'Empire romain, pour un dieu nouveau, le dieu des chrétiens. Le monothéisme devient le fondement idéologique de la monarchie constantinienne, ses idées politiques étant inspirées de principes unitaires, alors que le polythéisme convenait sans doute mieux à l'idéal de la tétrarchie : il n'existe qu'un seul Dieu, il ne doit y avoir qu'un seul monarque qui gouverne selon la volonté divine. Son principal théoricien, Eusèbe de Césarée, affirme, dans le Discours des Tricennales, que le royaume terrestre de Constantin est à l'image du Royaume de Dieu, et que l'empereur est entouré de ses césars comme Dieu l'est de ses anges : il se peut qu'à la fin de sa vie, Constantin ait jugé que l'arianisme correspondait mieux à l'idée qu'il se faisait d'une monarchie divine, avec le Fils subordonné au Père, sur laquelle se modèle sa propre monarchie, avec des césars étroitement mis sous tutelle.
En fait, la christianisation du pouvoir impérial a été lente, car Constantin était obligé de tenir compte du poids des traditions, surtout parmi les élites :
- aucune épithète explicitement chrétienne ne figure dans la titulature officielle de l'empereur, qui continue de revêtir le grand pontificat.
- le culte impérial survit sous une forme épurée : à la mort du prince survient la divinisation accordée par le Sénat, attestée pour la dernière fois en 364 à la mort de Jovien.

Le symbole de La Croix, accompagnée du Chrisme (monogragramme du Christ), s'impose définitivement comme signe de victoire, reproduits dans les absides des lieux de culte, sans représentation physique du Crucifié.

#### La défense de l'Empire contre les ennemis extérieurs

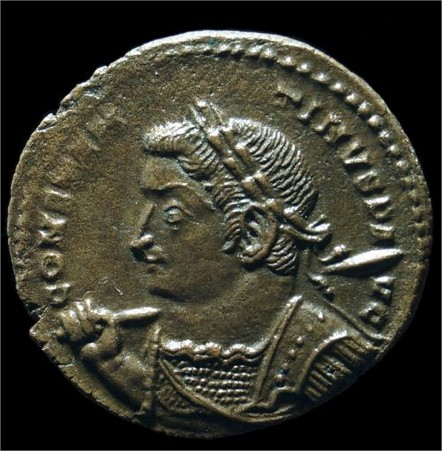
Monnaie avec le buste de l'empereur lauré et cuirassé, à gauche portant une lance par-dessus l'épaule.

Constantin ne néglige pas la défense de l'Empire, facilitée par les mesures prises par ses prédécesseurs à l'époque de la tétrarchie. Trois fronts retiennent tour à tour l'attention de Constantin.
D'abord celui du Rhin, où son père, Constance Chlore, s'est illustré, et où Constantin a longtemps séjourné, faisant de Trèves sa capitale. Il combat les Francs et les Alamans en 306, 309 et 313. Les opérations sont momentanément interrompues au moment de l'affrontement avec Licinius. Une fois seul maître de l'Empire, il envoie ses fils Crispus et Constantin II combattre les Francs et les Alamans. Le grand nombre de monnaies constantiniennes retrouvées dans ces régions en pays barbare atteste de la reprise des relations commerciales une fois le calme revenu.
Les guerres danubiennes sont moins bien connues. En 322, il remporte une grande victoire sur les Sarmates à Campona, puis la même année, ou en 324, il refoule les Goths, qui ont franchi le Rhin. En 332, le César Constantin II leur inflige une grave défaite.
L'Empire sassanide, depuis la paix de 297 conclue sous la tétrarchie, est demeuré relativement tranquille. Les relations se dégradent à nouveau à partir de 333, année où les Sassanides tentent de dominer l'Arménie, et à la suite des persécutions contre les chrétiens sassanides, alors que Constantin prétend être partout leur protecteur, y compris hors de l'Empire. La guerre est de nouveau déclarée, peut-être par les Sassanides, en 337. Selon Eusèbe de Césarée dans sa Vie de Constantin, l'empereur romain l'aurait envisagée comme une « croisade » avant la lettre : des évêques doivent l'accompagner dans son Conseil, mais l'empereur meurt en mai 337, au milieu des préparatifs de la campagne.

##### La réorganisation des unités militaires
Constantin, tout comme ses prédécesseurs de la tétrarchie, est préoccupé par la défense de l'Empire. La nouvelle stratégie politico-militaire de Constantin admet que l'armée des frontières peut-être battue sur certains fronts, que le limes soit enfoncé et que les combats décisifs peuvent se dérouler à l'intérieur des frontières. L'empereur poursuit la politique de Gallien et de Dioclétien sur le front danubien, en introduisant des barbares sur le territoire romain : en échange de la protection des frontières et de la fourniture d'un contingent militaire, ces derniers reçoivent des subsides de l'État, des rations alimentaires et des tentes destinées à les sédentariser. L'aboutissement logique de cette évolution est, dès le règne de Constance II (337-361), l'accession de barbares aux plus hauts postes de l'état-major. L'armée romaine, sous son règne, atteint son effectif maximum de 500 000 hommes[réf. nécessaire].

##### Un nouvel encadrement
De nouvelles unités appellent un nouvel encadrement. Les carrières militaires et civiles sont définitivement séparées : les préfets du prétoire et les vicaires sont confinés dans des fonctions purement administratives et les gouverneurs sont déchargés de toute préoccupation militaire, au profit de professionnels de la guerre :
- le maître des offices (magister officiorum) reçoit le commandement de la garde impériale (schole palatine) ;
- les deux-chefs d'état-major, les maîtres des soldats (magistri), supérieurs aux duces, sont séparés entre maître de l'infanterie et maître de la cavalerie, et relèvent de l'autorité directe de l'empereur ;
- l'armée territoriale est subordonnée au découpage provincial : à chaque division administrative correspond un commandement militaire distinct de l'autorité civile (un comes au niveau du diocèse, et un dux au niveau des provinces).

Le pouvoir impérial est renforcé par le morcellement des compétences, mais une telle décision risque à terme d'affaiblir la valeur de l'armée et de ses chefs.

### Mort et succession

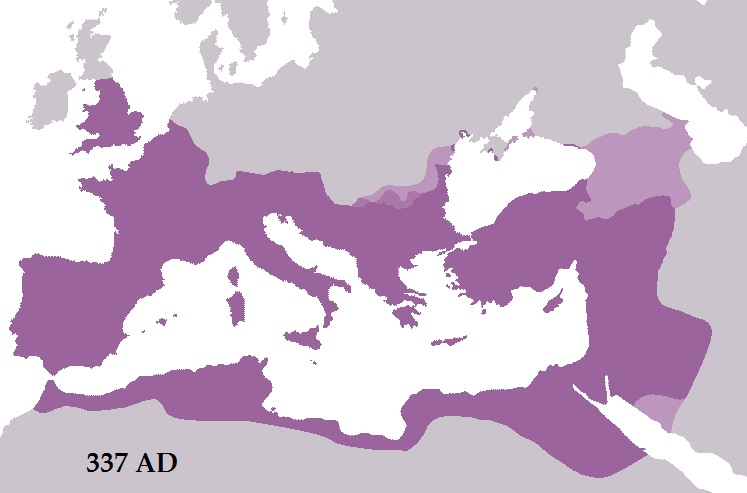
Empire de à sa mort en 337 (en violet foncé). En violet clair les territoires dépendants et en violet moyen les reconquêtes en Dacie.

En 337, Constantin Ier vient de déclencher un conflit avec l'Empire sassanide de Chapour II et s'apprête à mener une expédition contre cet Empire, quand il meurt subitement près de Nicomédie. Il est baptisé sur son lit de mort et enterré dans l'église des Saints-Apôtres, qu'il a fait construire à Constantinople. À sa mort, il porte le titre d'Imperator Caesar Flauius Valerius Aurelius Constantinus Pius Felix Inuictus Augustus, Germanicus Maximus, Sarmaticus Maximus, Gothicus Maximus, Medicus Maximus, Britannicus Maximus, Arabicus Maximus, Adiabenicus Maximus, Persicus Maximus, Armeniacus Maximus, Carpicus Maximus.
Quand Constantin Ier meurt, il n'a pas réglé sa succession. Ses trois fils se proclament Augustes, tandis que les autres membres de la famille impériale sont assassinés (sauf les jeunes Julien et Constantius Gallus). Ils se partagent l'Empire mais Constantin II et Constant Ier entrent en conflit. La guerre contre les Perses (en) est continuée par Constance II qui, après les décès de ses deux frères, réunifie l'Empire en nommant deux Césars aux pouvoirs très réduits. Il poursuit la politique de son père, autant dans le domaine religieux (il favorise l'arianisme) que militaire (en luttant sur les fronts germain, rhéno-danubien, et sassanide).

## Chronologie succincte
| Date | Evénements | Augustes (*:usurpé)                                     | Augustes (*:usurpé)                                                  |
| ---- | --- | ------------------------------------------------------- | -------------------------------------------------------------------- |
| 272  | Naissance à Naissus (aujourd'hui Niš en Serbie). Il est le premier fils de Constance Chlore, et le seul qu'il aura avec Hélène (devenue Sainte Hélène) | Aurélien                                                | Aurélien                                                             |
| 303  | Sa première épouse (ou concubine) Minervina donne naissance à son premier fils Crispus | Occident Maximien Hercule                               | Orient Dioclétien                                                    |
| 305  | À la suite de l'abdication conjointe de Dioclétien et Maximien Hercule, son père, Constance Chlore devient Auguste avec Galère, respectivement en Occident et Orient | Occident Constance Chlore                               | Orient Galère                                                        |
| 306  | Mort de Constance Chlore à Eboracum (actuelle Angleterre). Son armée proclame illicitement Constantin comme nouvel Auguste | Occident Sévère Constantin* Maximien Hercule* Maxence*  | Orient Galère                                                        |
| 307  | Constantin épouse Fausta, fille de l'ancien Auguste Maximien Hercule et sœur de l'usurpateur Maxence | Occident Sévère Constantin* Maximien Hercule* Maxence*  | Orient Galère                                                        |
| 307? | Naissance de sa fille Constance, qui deviendra plus tard Sainte Constance | Occident Sévère Constantin* Maximien Hercule* Maxence*  | Orient Galère                                                        |
| 308  | Conférence de Carnuntum: Constantin n'est pas reconnu comme Auguste mais comme César de Licinius, Auguste en Occident | Occident Licinius Maximien Hercule* Maxence*            | Orient Galère                                                        |
| 310  | Contraint par Constantin, Galère le reconnaît finalement comme Auguste en Occident, à égal avec Licinius | Occident Licinius Constantin Maximien Hercule* Maxence* | Orient Galère Maximin II Daïa                                        |
| 311  | Mort de Galère: dispute de pouvoir entre Constantin, Licinius, Maxence et Maximin II Daïa | Occident Licinius Constantin Maxence*                   | Orient Maximin II Daïa Licinius (à la Suite du partage avec Maximin) |
| 312  | Bataille du pont Milvius: Constantin défait Maxence, qui meurt lors de la bataille, et prend le pouvoir sur l'Italie: il devient de facto le seul Auguste en Occident | Occident Constantin                                     | Orient Maximin II Daïa Licinius (à la Suite du partage avec Maximin) |
| 313  | Rencontre à Milan entre Licinius et Constantin qui s'allient contre Maximin II Daïa, qui contrôle alors l'Asie Mineure. L'alliance est scellée par le mariage entre Licinius et Flavia Julia Constantia, demi-sœur de Constantin. Ils y promulguent l’édit de Milan qui accorde la liberté de culte à toutes les religions et en particulier aux chrétiens | Occident Constantin                                     | Orient Maximin II Daïa Licinius (à la Suite du partage avec Maximin) |
| 313  | Licinius défait Maximin II Daïa à la bataille de Tzirallum, qui meurt lors de sa fuite à Tarse, et consolide son pouvoir en Orient. L'Empire est alors divisé entre Constantin à l'ouest et Licinius à l'est | Occident Constantin                                     | Orient Licinius                                                      |
| 316  | Constantin met fin à la trêve avec Licinius et prend Siscia, capitale de la Pannonie | Occident Constantin                                     | Orient Licinius                                                      |
| 316  | Naissance de son fils Constantin, qui deviendra Auguste à la mort de Constantin | Occident Constantin                                     | Orient Licinius                                                      |
| 317  | Licinius se reconnaît vaincu et cède l'Illyrie à Constantin. Il devient alors le seul à pouvoir édicter des lois dans l'Empire | Occident Constantin                                     | Orient Licinius                                                      |
| 317  | Naissance de son fils Constance, qui deviendra Auguste à la mort de Constantin | Occident Constantin                                     | Orient Licinius                                                      |
| 320  | Naissance de son fils Constant, qui deviendra Auguste à la mort de Constantin | Occident Constantin                                     | Orient Licinius                                                      |
| 323  | Constantin brise une nouvelle fois la paix en envoyant ses troupes sur les terres de Licinius en Mésie supérieure à la poursuite de barbares Goths | Occident Constantin                                     | Orient Licinius                                                      |
| 324  | Constantin bat Licinius à la bataille d'Andrinople puis à Chrysopolis. Ce dernier lui offre sa soumission en échange de la vie sauve pour son fils et lui. Constantin accepte cette proposition et devient seul Auguste de l'Empire. Il brisera sa parole et les fera exécuter l'année suivante                                                            | Ensemble de l'empire Constantin                         | Ensemble de l'empire Constantin                                      |
| 324  | Il élève ses fils Constance, Constant et Constantin au rang de César afin de préparer sa succession | Ensemble de l'empire Constantin                         | Ensemble de l'empire Constantin                                      |
| 324  | Début de la transformation massive de Byzance en deuxième Rome grâce aux richesses confisquées à Licinius | Ensemble de l'empire Constantin                         | Ensemble de l'empire Constantin                                      |
| 325  | Constantin convoque le premier concile œcuménique du christianisme à Nicée | Ensemble de l'empire Constantin                         | Ensemble de l'empire Constantin                                      |
| 326  | Il fait exécuter son premier fils Crispus et sa femme Fausta, le motif restant non élucidé | Ensemble de l'empire Constantin                         | Ensemble de l'empire Constantin                                      |
| 330  | Inauguration de la nouvelle Byzance qui devient Constantinople, nouvelle capitale de l'Empire | Ensemble de l'empire Constantin                         | Ensemble de l'empire Constantin                                      |
| 337  | Constantin attaque l'Empire Sassanide mais meurt subitement près de Nicomédie. Ses trois fils, Constantin II, Constance II et Constant Ier se proclament Auguste et se partagent l'empire | Ensemble de l'empire Constantin                         | Ensemble de l'empire Constantin                                      |

## Canonisation
D'après Eusèbe de Césarée, Constantin Ier serait mort le dimanche de Pentecôte 22 mai 337. Il est inscrit dans la plupart des calendriers orthodoxes le 21 mai avec sa mère Hélène, parfois le 22 (comme dans le lectionnaire de Jérusalem), comme Saint Constantin (Άγιος Κωνσταντίνος). Il est considéré dans l'Église orthodoxe grecque comme Ισαπόστολος Κωνσταντίνος : « Constantin égal aux Apôtres ».

## Légende

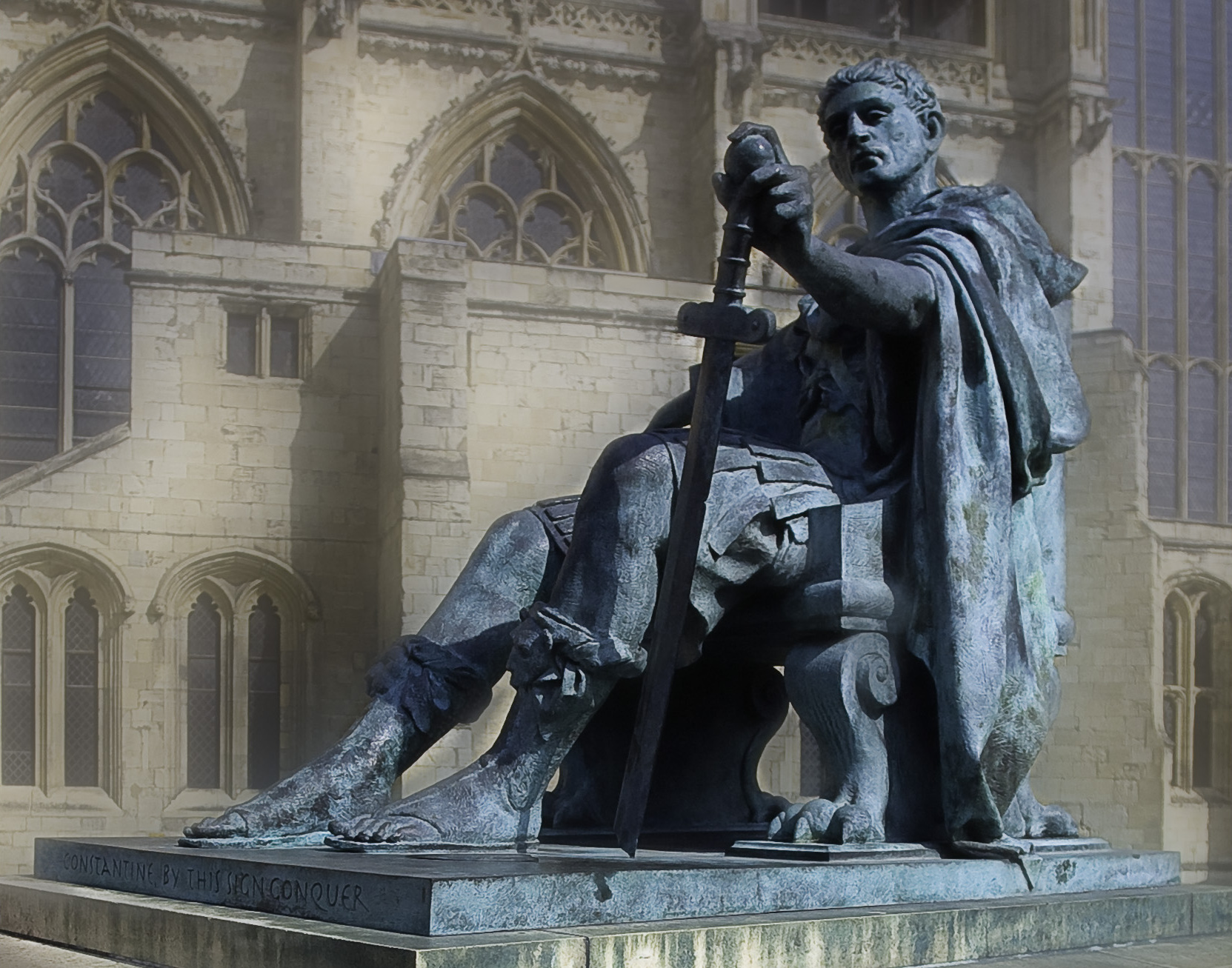
Statue de Constantin le Grand par le sculpteur écossais Philip Jackson, 1998, York.

Geoffroy de Monmouth évoque le personnage de Constantin dans son Historia regum Britanniae (« Histoire des rois de Bretagne »). Selon lui, Constantin est le fils de Constance et d'Hélène, la fille du roi breton Coel Hen, se basant sur l'Historia Anglorum d'Henri de Huntingdon. Constantin devient « roi des Bretons » à la mort de son père. Il est ensuite proclamé empereur romain à Eboracum et quitte la Bretagne. Octavius, duc des Gewissae, se rebelle et revendique la royauté. Constantin envoie des légions dirigées par son grand-oncle Trahern (le frère de Coel Hen), qui échoue cependant à reprendre le trône.